# Leo Reisinger

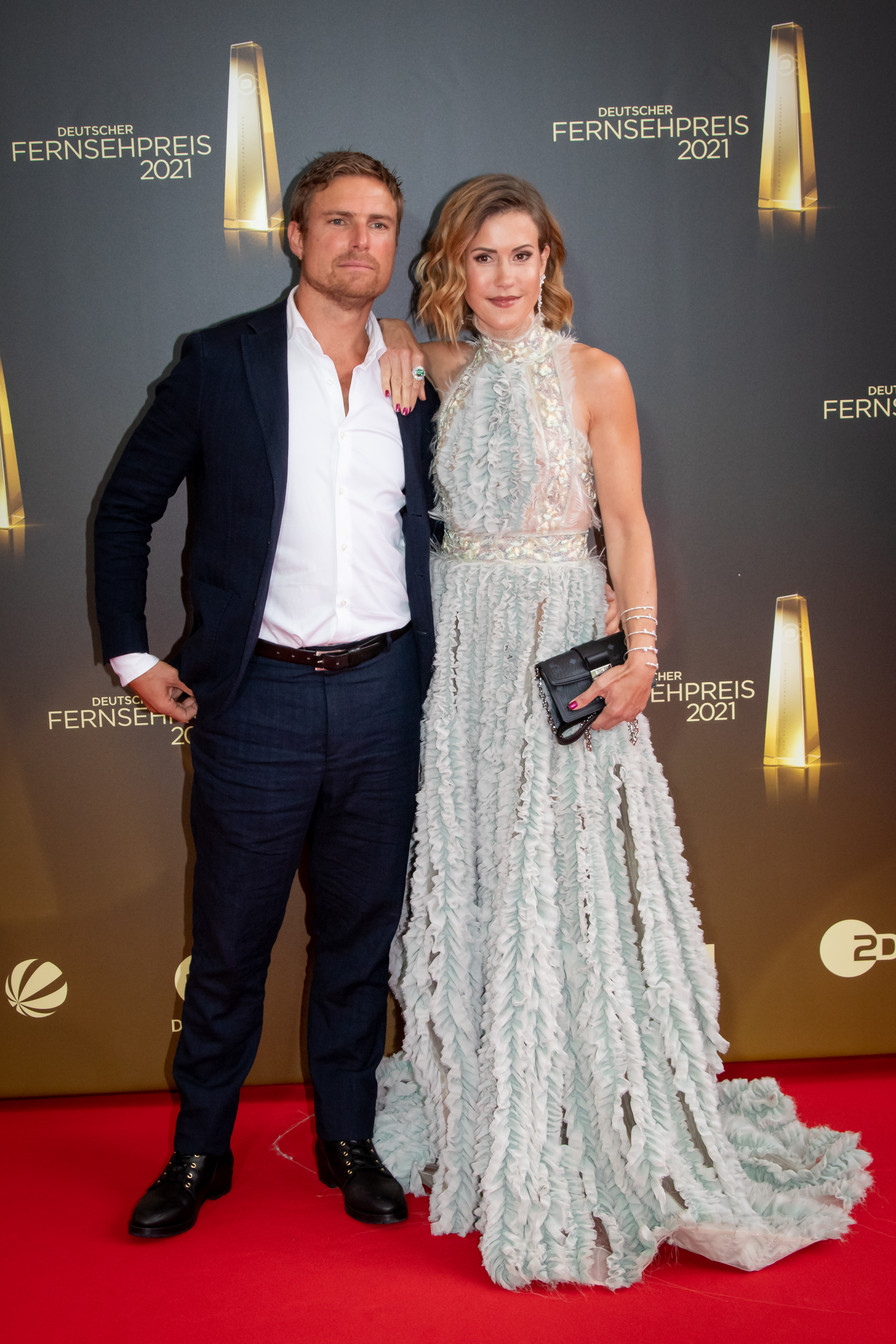
Leo Reisinger mit Wolke Hegenbarth (2021)

Leo Reisinger (* 1978 in München) ist ein deutscher Schauspieler, Musiker und Schriftsteller.

## Leben und Karriere
Leo Reisinger wuchs in Otterfing im Landkreis Miesbach auf. Bereits als Kind erhielt er Klavierunterricht. Als professioneller Pianist spielt und komponiert er in diversen Band-Formationen. Nach der Schule, einer Schreinerlehre und dem Zivildienst absolvierte er von 2001 bis 2004 seine Schauspielausbildung an der Neuen Münchner Schauspielschule Ali Wunsch-König. Reisinger nahm viele Gelegenheitsarbeiten an. Unter anderem waren dies, Kellner auf dem Oktoberfest, Animateur im Robinson Club oder Gemüsehändler. Außerdem absolvierte er eine Lehre als Schreiner.
Am Theater debütierte Reisinger in der Spielzeit 2005/06 unter der Regie von Robert Löhr als Ralf in Liebesakte und als „Zettel“ in William Shakespeares Ein Sommernachtstraum. Es folgten Engagements an mehreren nationalen und internationalen Theaterproduktionen. 2021/22 war er als Erik in der Bühneninszenierung Wahrheiten (Regie: Jochen Schölch) am Metropoltheater München zu sehen.
Sein Kameradebüt hatte er 2007 in einer Nebenrolle als Günther Heimerl in der Fernsehserie Der Kaiser von Schexing unter der Regie von Franz Xaver Bogner. 2009 spielte er in Max Färberböck Fernsehfilm Sau Nummer vier. Ein Niederbayernkrimi und war im ZDF-Krimi Unter Verdacht: Das Blut der Erde neben Senta Berger zu sehen. In der romantischen Fernseh-Komödie Utta Danella – Von Kerlen und Kühen war Reisinger 2014 als musikalisch begabter Landwirt Ludwig an der Seite von Felicitas Woll zu sehen.
Von 2018 bis 2020 verkörperte er die durchgehende Rolle des Maximilian Schindel in der ZDF-Fernsehserie Tonio & Julia. Von 2019 bis 2024 spielte er an der Seite von Wolke Hegenbarth die Titelrolle in der ARD-Fernsehfilmreihe Toni, männlich, Hebamme. Zudem war er bei verschiedenen Krimi-Formaten wie den Erzgebirge-Krimi oder Blind ermittelt in Episodenhauptrollen zu sehen.
Reisingers Debütroman Bavarese erschien am 11. September 2024 im Heyne Verlag und landete bereits nach wenigen Wochen auf der Spiegel-Bestsellerliste.

## Auszeichnungen
Im Kurzfilm Border Patrol, welcher 2014 in Los Angeles mit dem Student Academy Award ausgezeichnet wurde, übernahm Leo Reisinger die Hauptrolle. Ebenso gewann der Film den British Television Award und den Outstanding International Student Film Award in Peking.

## Filmografie (Auswahl)
- 2008: Der Kaiser von Schexing (Fernsehserie)
- 2009: Sau Nummer vier. Ein Niederbayernkrimi (Fernsehreihe)
- 2012: Unter Verdacht: Das Blut der Erde (Fernsehreihe)
- 2012: München 7 (Fernsehserie, Folge Die Suche nach dem Nichts)
- 2012–2018: SOKO München (Fernsehserie, verschiedene Rollen, 4 Folgen)
- 2013: Border Patrol (Kurzfilm)
- 2013: Paradies 505. Ein Niederbayernkrimi
- 2014: Utta Danella – Von Kerlen und Kühen
- 2014: Die Sache mit der Wahrheit
- 2014: SOKO Kitzbühel (Fernsehserie, Folge Ball des Anstosses)
- 2014, 2016: Die Rosenheim-Cops (Fernsehserie, verschiedene Rollen, 2 Folgen)
- 2015: Tatort: Die letzte Wiesn (Fernsehreihe)
- 2016: Nie mehr wie es war
- 2017: Der Polizist, der Mord und das Kind
- 2018–2020: Tonio & Julia (Fernsehreihe) → siehe Besetzung
- 2019: München Mord: Leben und Sterben in Schwabing (Fernsehreihe)
- 2019–2024: Toni, männlich, Hebamme (Fernsehreihe) → siehe Besetzung
- 2022: Das Traumschiff: Namibia (Fernsehreihe)
- 2022: Schon tausendmal berührt
- 2023: Abenteuer Weihnachten – Familie kann nie groß genug sein (Fernsehfilm)
- 2023: Die Chefin (Fernsehserie, Folge Gespenster)
- 2024: Servus, Euer Ehren – Endlich Richterin (Fernsehfilm)
- 2024: SOKO Donau/SOKO Wien – Schlussakkord (Fernsehserie)
- 2025: Erzgebirgskrimi – Wintermord (Fernsehreihe)